# Olympic Rings
 (février 2025).
Si vous disposez d'ouvrages ou d'articles de référence ou si vous connaissez des sites web de qualité traitant du thème abordé ici, merci de compléter l'article en donnant les références utiles à sa vérifiabilité et en les liant à la section « Notes et références ».
Olympic Rings est un tableau réalisé  en 1985 par les peintres américains Jean-Michel Basquiat et Andy Warhol, inspirés par les Jeux olympiques d'été de 1984 à Los Angeles. Exécutée à l'acrylique et par sérigraphie, cette toile de format horizontal est un détournement du drapeau olympique. Elle est conservée au sein d'une collection privée.

## Description
Dans Olympic Rings, les anneaux de couleur du drapeau olympique sont à la fois dégradés, repositionnés et démultipliés. Un visage noir pareil à un masque apparaît au milieu de la chaîne qu'ils forment, laquelle évoque les liens de l'esclavage. L'œuvre renvoie également à l'histoire des Afro-Américains par l'hommage qu'elle semble vouloir rendre à ceux parmi eux qui ont marqué l'olympisme, de Jesse Owens à Tommie Smith et John Carlos.